# Juan Carlos Payano
Juan Carlos Payano Pichardo (* 12. April 1984 in La Vega, Dominikanische Republik) ist ein dominikanischer Profiboxer und ehemaliger Weltmeister der Verbände WBA und IBO im Bantamgewicht.
Als Amateur war er unter anderem Olympiateilnehmer der Jahre 2004 und 2008.

## Amateurkarriere
Juan Payano gewann die Silbermedaille im Fliegengewicht bei den Panamerikanischen Spielen 2003, als er erst im Finale gegen Yuriorkis Gamboa unterlegen war. Er startete daraufhin bei den Olympischen Spielen 2004, wo er im Achtelfinale gegen Jérôme Thomas ausschied.
Bei den Panamerikanischen Meisterschaften 2005 gewann er die Goldmedaille im Fliegengewicht und besiegte dabei unter anderem McJoe Arroyo. Er qualifizierte sich damit für die Weltmeisterschaften 2005 und erreichte dort, unter anderem mit einem Sieg gegen Samir Məmmədov das Viertelfinale, wo er beim Kampf um den Einzug in die Medaillenränge gegen Andry Laffita verlor. Eine weitere Goldmedaille im Fliegengewicht gewann er bei den Zentralamerika- und Karibikspielen 2006, wobei er auch erneut McJoe Arroyo besiegen konnte.
Bei den Panamerikanischen Spielen 2007 unterlag er erst im Finale gegen McWilliams Arroyo und gewann die Silbermedaille im Fliegengewicht. Bei der amerikanischen Olympiaqualifikation 2008 ging er als Sieger hervor und hatte im Finalkampf Andry Laffita bezwungen. Er nahm daraufhin an den Olympischen Spielen 2008 teil, wo er diesmal Jérôme Thomas besiegen konnte, aber im Achtelfinale gegen Vincenzo Picardi unterlag.
2009 gewann er noch eine Bronzemedaille im Bantamgewicht bei den Panamerikanischen Meisterschaften, schied aber bei den Weltmeisterschaften 2009 in der zweiten Vorrunde gegen Amnat Ruenroeng aus.
Er gewann als Amateur 421 von 446 Kämpfen.

## Profikarriere
Juan Payano wechselte 2010 ins Profilager und unterzeichnete beim US-Promoter Henry Rivalta. Sein Manager und Trainer wurde Herman Caicedo, seine Trainingsstätte das Dream Team Gym in Miami. Sein Profidebüt gewann er am 21. August 2010. Im März 2012 gewann er den Titel WBC Latino, im Mai 2012 den Titel WBA Fedelatin und im Juli 2012 den Titel NABA North American.
Am 26. September 2014 gewann er den WBA-Weltmeistertitel im Bantamgewicht durch eine technische Entscheidung gegen Anselmo Moreno. Aufgrund eines unabsichtlichen Kopfstoßes durch Moreno in Runde 2, konnte Payano ab der sechsten Runde verletzungsbedingt nicht weiterkämpfen. Daraufhin kam es zur Auswertung der Punktezettel, auf denen Payano vorne lag. Im August 2015 verteidigte er den Titel durch einen knappen Punktesieg gegen Rau’Shee Warren und wurde dadurch zusätzlich IBO-Weltmeister. Am 18. Juni 2016 verlor er jedoch beide Titel im Rückkampf an Rau’Shee Warren, nachdem dieser durch Mehrheitsentscheidung nach Punkten zum Sieger erklärt wurde.
Im März 2018 schlug er Mike Plania beim Kampf um den Titel WBO Intercontinental. Im Oktober 2018 boxte er gegen Naoya Inoue um den WBA-Weltmeistertitel im Bantamgewicht, verlor jedoch durch K. o. in der ersten Runde. Eine weitere K.-o.-Niederlage erlitt er im Juli 2019 gegen Luis Nery. Im September 2020 verlor er nach Punkten gegen Daniel Roman.